# Opfikon
Opfikon je město v kantonu Curych ve Švýcarsku. Nachází se v blízkosti největšího švýcarského města, Curychu, do jehož aglomerace také patří. K politické obci patří i obec Glattbrugg, proto se obec často neoficiálně označuje jako Opfikon-Glattbrugg. Žije zde přibližně 20 tisíc obyvatel.
Partnerským městem Opfikonu je od roku 1989 české město Čáslav.

## Geografie
Opfikon se nachází v údolí Glatttal na řece Glatt mezi Curychem, Wallisellenem, Rümlangem a letištní obcí Kloten. Krajina města je spíše rovinatá, nejnižší bod leží v nadmořské výšce 420,4 m n. m. na hranici obce s Rümlangem. Nejvyšší bod obce se nachází v Hardwaldu v nadmořské výšce 481 m n. m. Zastavěné a dopravní plochy tvořily v roce 2019 dohromady více než dvě třetiny rozlohy obce (44,5 %, resp. 21,3 %), zatímco zemědělsky využívaná půda tvořila jen asi šestinu (16,4 %). Lesy tvoří 15,9 % a vodní plochy 2,0 % (stav k roku 2018). Od přelomu tisíciletí se v oblasti Glattparku a Glattbruggu společně rozrostly sídelní oblasti města Curychu a obce Opfikon.

## Historie

Letecký pohled (1968)

Dnešní obec má svůj původ ve dvou osadách: Opfikon, ležící napravo od řeky Glatt, a Oberhausen, ležící nalevo od řeky Glatt. Jak již název napovídá, Glattbrugg nebyla osada, ale most přes řeku Glatt. Název Glattbrugg později nesla také kovárna a mlýn na levém břehu.
Po vymření hrabat z Kyburgu v roce 1264 přešla krevní příslušnost na habsburské Rakousko. Habsburkové uspořádali svůj rozsáhlý majetek do „úřadů“ pro správu a výběr daní, přičemž Opfikon a Oberhausen byly přiděleny úřadu Schwamendingen. Dvůr v Oberhausenu byl povinen odvádět desátky do Grossmünsteru. Jurisdikce patrně částečně náležela Habsburkům a pánům z Rümlangu; pravděpodobně koncem 14. století přešla na rod radních Biberliů z Curychu. Již v roce 1370 Habsburkové zastavili kyburské úřady svému tehdejšímu hofmistrovi a správci Kyburgu. V roce 1384 přešla celá zástava na hrabata z Toggenburgu, načež panství Kyburg připadlo dědictvím a jako zástava hraběnce Kunigundě von Montfort-Toggenburg. Po ostrakizaci vévody Fridricha IV. se kyburské panství stalo říšskou zástavou. Dne 9. února 1424 získalo město Curych zástavu zaplacením 8750 guldenů hraběnce Kunigundě, což městu umožnilo najednou zdvojnásobit své území.
Během helvétského období byl kanton Curych rozdělen na 15 okresů. Jednotlivé lokality byly přiřazeny k obcím, jejichž základem byly farnosti a z nichž vznikly pozdější politické obce. Opfikon se tak stal součástí obce Kloten v okrese Bassersdorf; protože hranici okresu tvořila řeka Glatt, byl Oberhausen (na levém břehu Glattu) přiřazen k obci Seebach v okrese Regensdorf.

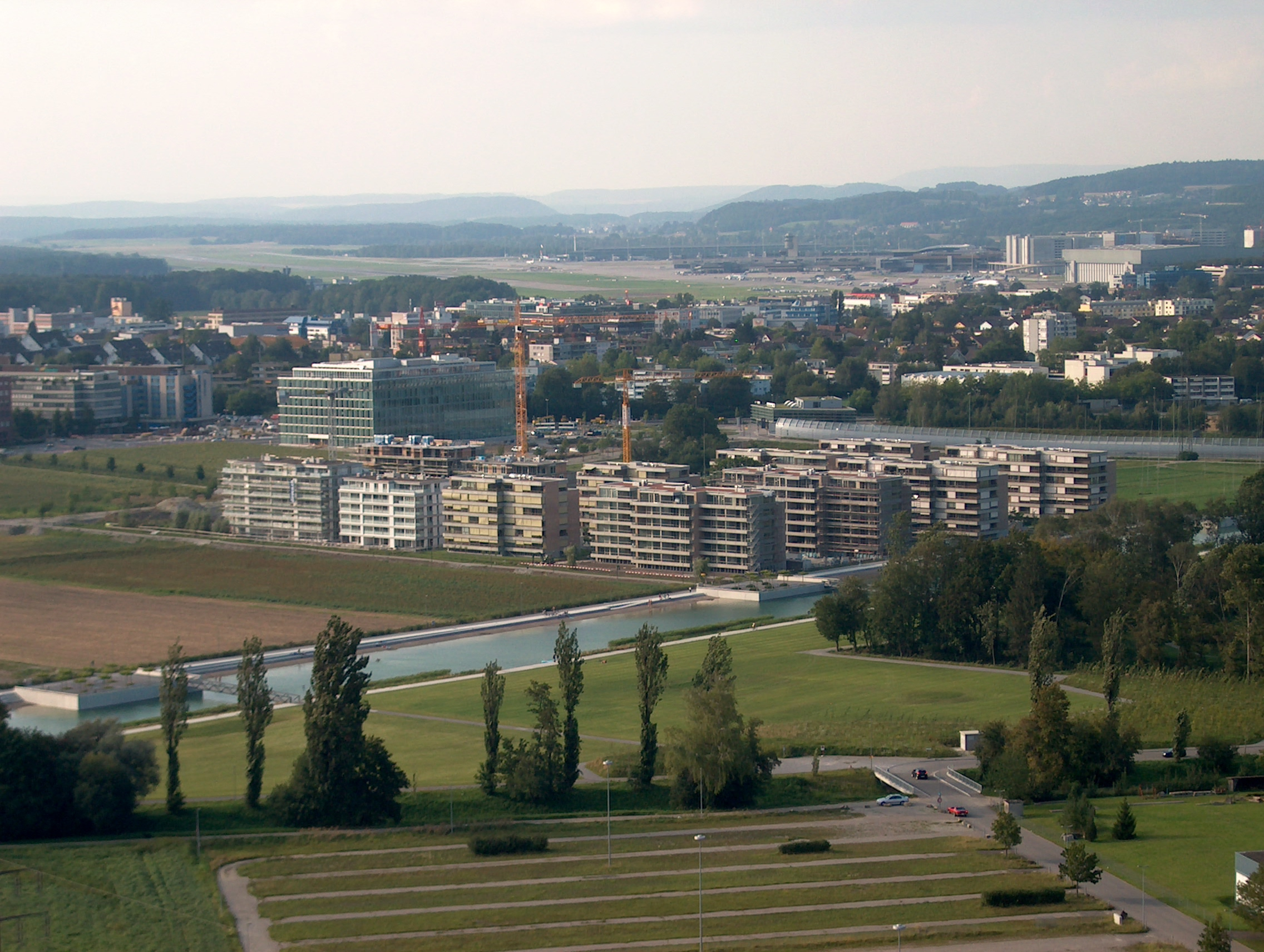
Moderní výstavba v Opfikonu

Po uvedení zprostředkovatelské ústavy v platnost byl kanton Curych restrukturalizován a rozdělen na pět okresů. V důsledku toho byly Opfikon a Oberhausen v roce 1803 odděleny od Klotenu a sloučeny do obce Opfikon, která byla přiřazena k okresu Bülach. Toto rozdělení trvalo až do restaurace, kdy byl Opfikon přiřazen ke správnímu obvodu Embrach a civilní farnosti nahradily staré vesnické farnosti z předhelvétské doby. Od roku 1815 se politická obec Opfikon (uváděná také jako Opfikon und Oberhausen) skládala ze dvou občanských obcí Opfikon a Oberhausen, které odpovídaly starým vesnicím; osada Glattbrugg, která mezitím vznikla na levém břehu Glattu, byla (stejně jako předtím Schmiede a Mühle) součástí občanské obce (komuny) Oberhausen.
Ve farnosti Kloten byla jednoznačně přijata nová kantonální ústava z roku 1831. K ní patřily obě farnosti Opfikon a Kloten se svými čtyřmi civilními farnostmi Opfikon, Oberhausen, Kloten a Geerlisberg-Egetswil. Kantonální ústava zpečetila zánik správního obvodu Embrach, jehož novým hlavním městem byl prohlášen Bülach a jehož název byl v souladu s tím změněn na okres Bülach.
V květnu 1918 byl předznamenán konec obou obcí Opfikonu, když se jak obec Oberhausen, tak obec Opfikon vyslovily pro sloučení s politickou obcí Opfikon. Ke sloučení obou obcí došlo 31. prosince 1918, v důsledku čehož od 1. ledna 1919 oficiálně existuje pouze politická obec Opfikon. Silný rozvoj místní části Glattbrugg ve 20. století do značné míry vytlačil název Oberhausen a dnes je stejně běžný jako název Opfikon. Pro odlišení politické obce Opfikon od místní části Opfikon se pro první z nich často používá název Opfikon-Glattbrugg.
Od roku 1968 je obec městem s názvem Opfikon.

## Obyvatelstvo
| Rok            | 1634 | 1850 | 1900 | 1950 | 1968   | 2000   | 2005   | 2010   | 2015   | 2020   | 2022   |
| Počet obyvatel | 26   | 611  | 706  | 2613 | 10 178 | 11 752 | 12 779 | 15 582 | 18 482 | 20 905 | 21 127 |

V roce 2000 hovořilo 72,5 % obyvatel obce německy. Podíl cizinců v Opfikonu činí 45,0 %, což je výrazně více než 27,6 % v celém kantonu (k roku 2022).

### Náboženství
Navzdory tomu, že se Opfikon nachází v převážně reformovaném kantonu Curych (24,5 % oproti 22,9 % římskokatolického obyvatelstva), je římskokatolické obyvatelstvo v Opfikonu dvakrát početnější než protestantsky reformované, což souvisí s vysokým podílem cizinců. V roce 2022 se k evangelické reformované církvi hlásilo 10,8 % obyvatel, k římskokatolické 22,0 % a 67,2 % obyvatel mělo jinou nebo žádnou konfesní příslušnost.

## Hospodářství
Díky výhodné poloze mezi centrem města a curyšským letištěm sídlí v Opfikonu několik velkých společností: Swissport, Hotelplan, Nuance Group, Trivadis a Sunrise.
Společnost Verkehrsbetriebe Glattal AG (VBG) provozuje jménem Curyšského dopravního svazu (ZVV) jako tržně odpovědná společnost (MVU) místní veřejnou dopravu v regionech Glatttal a Furttal a v oblasti Effretikon/Volketswil.

## Doprava

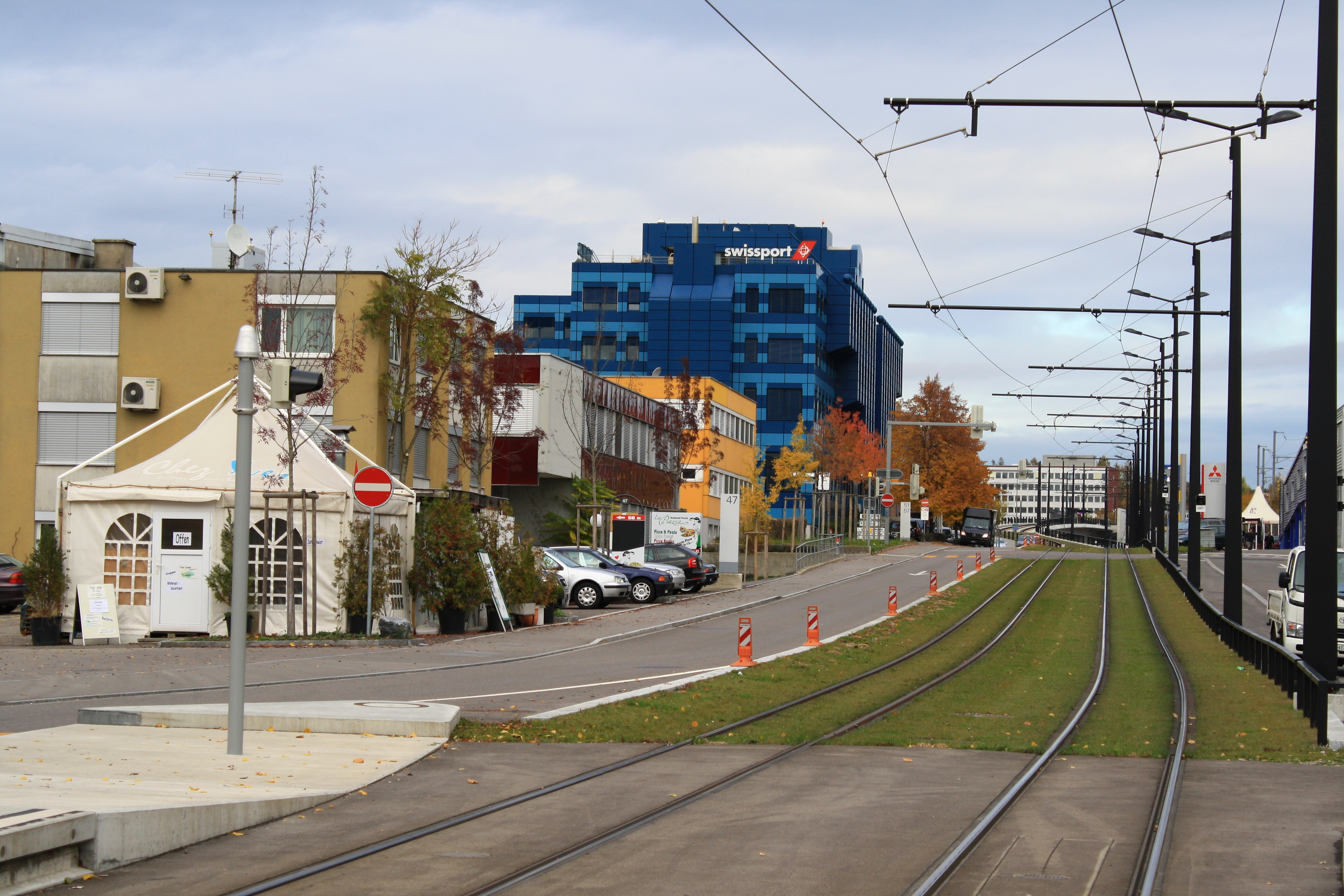
Dráha Glattalbahn v Opfikonu

Vzhledem k tomu, že se Opfikon nachází v těsné blízkosti Curychu, je napojen na síť vlakových spojů S-Bahn Zürich několika linkami, které jej obsluhují v pravidelných intervalech.
Městem prochází také úzkorozchodná dráha Glattalbahn, spojující curyšskou čtvrť Oerlikon s curyšským letištěm, Optikonem a Stettbachem.

## Partnerská města
- Čáslav, Česko

## Fotogalerie

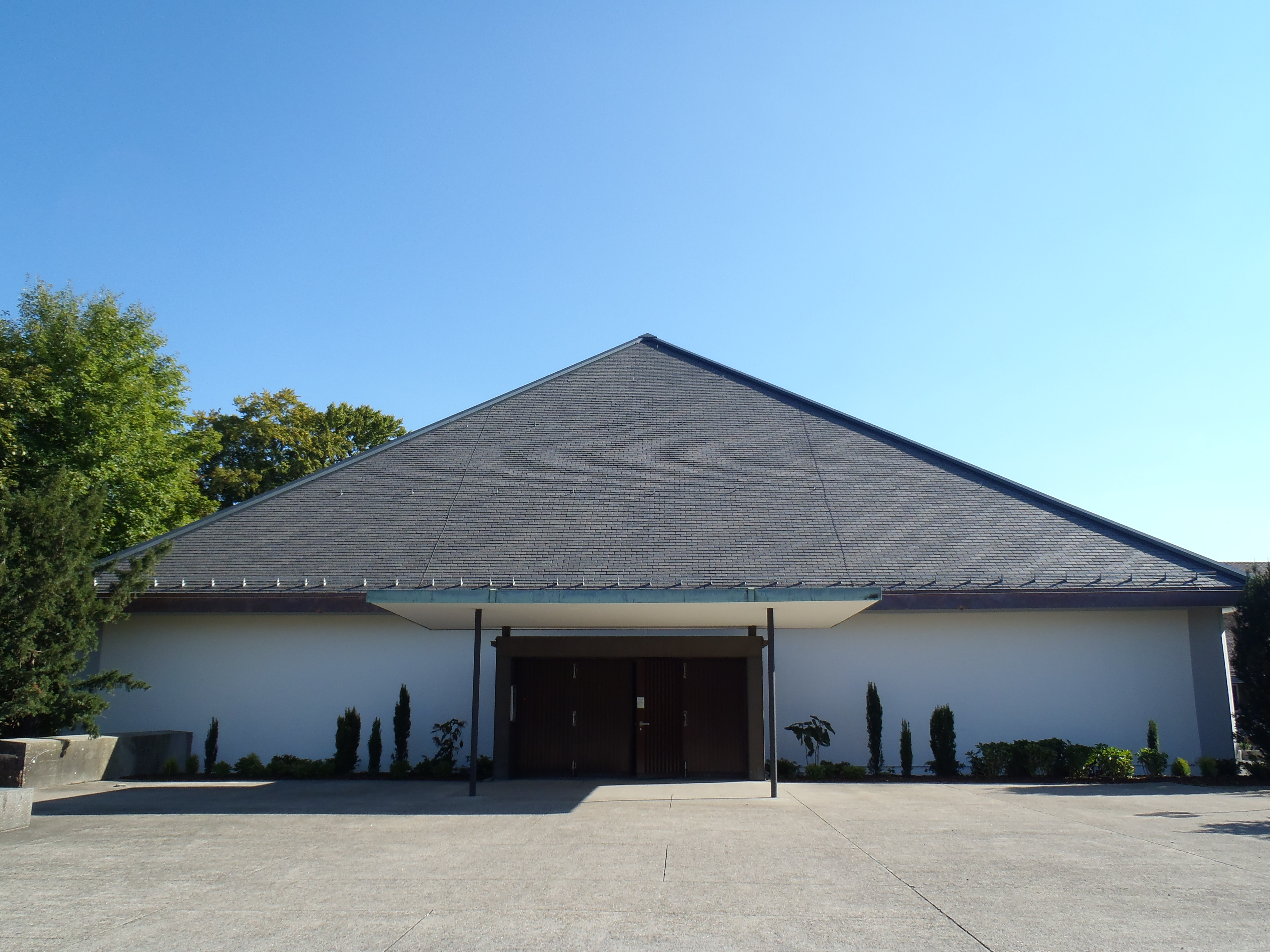
Reformovaný kostel
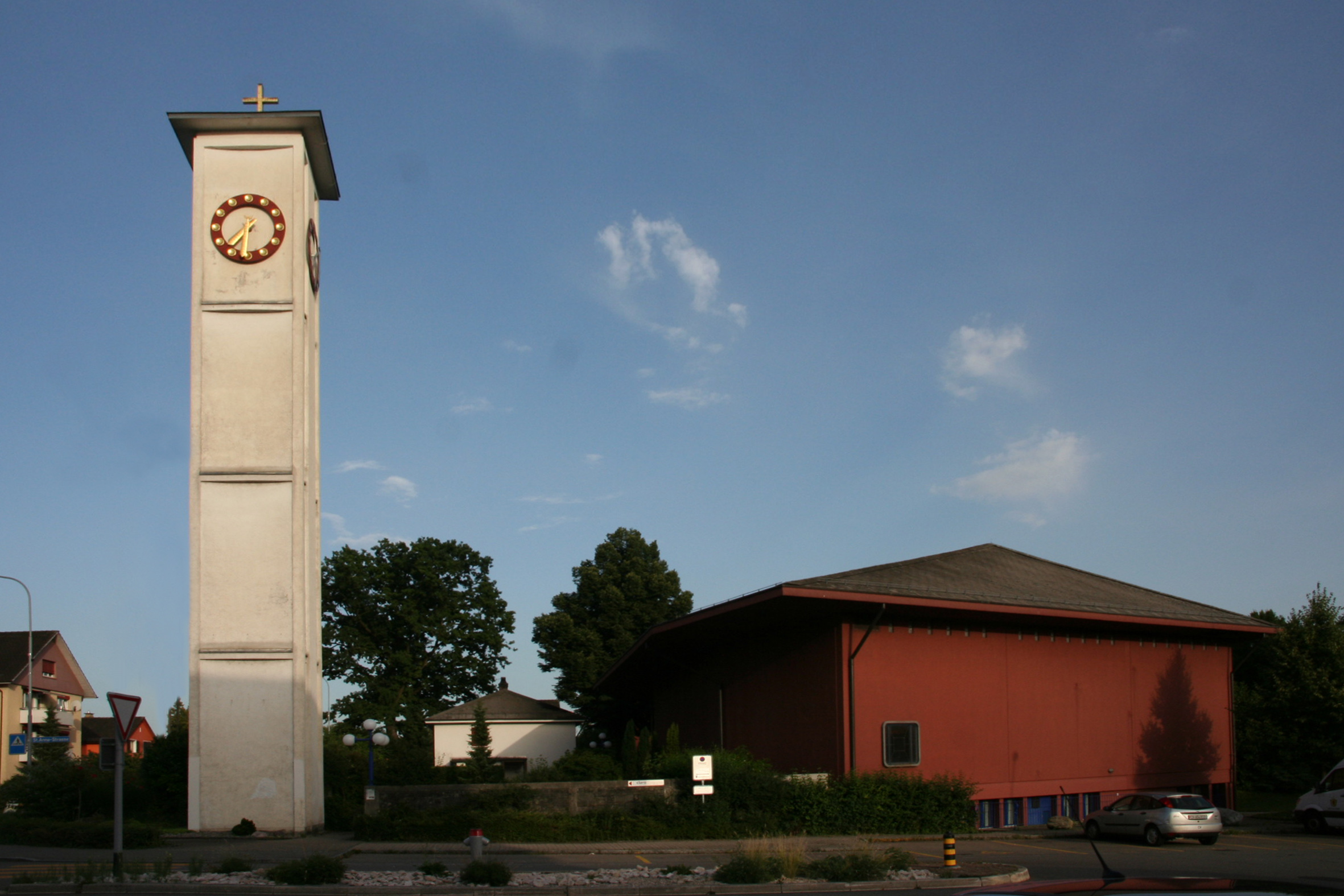
Římskokatolický kostel sv. Anny
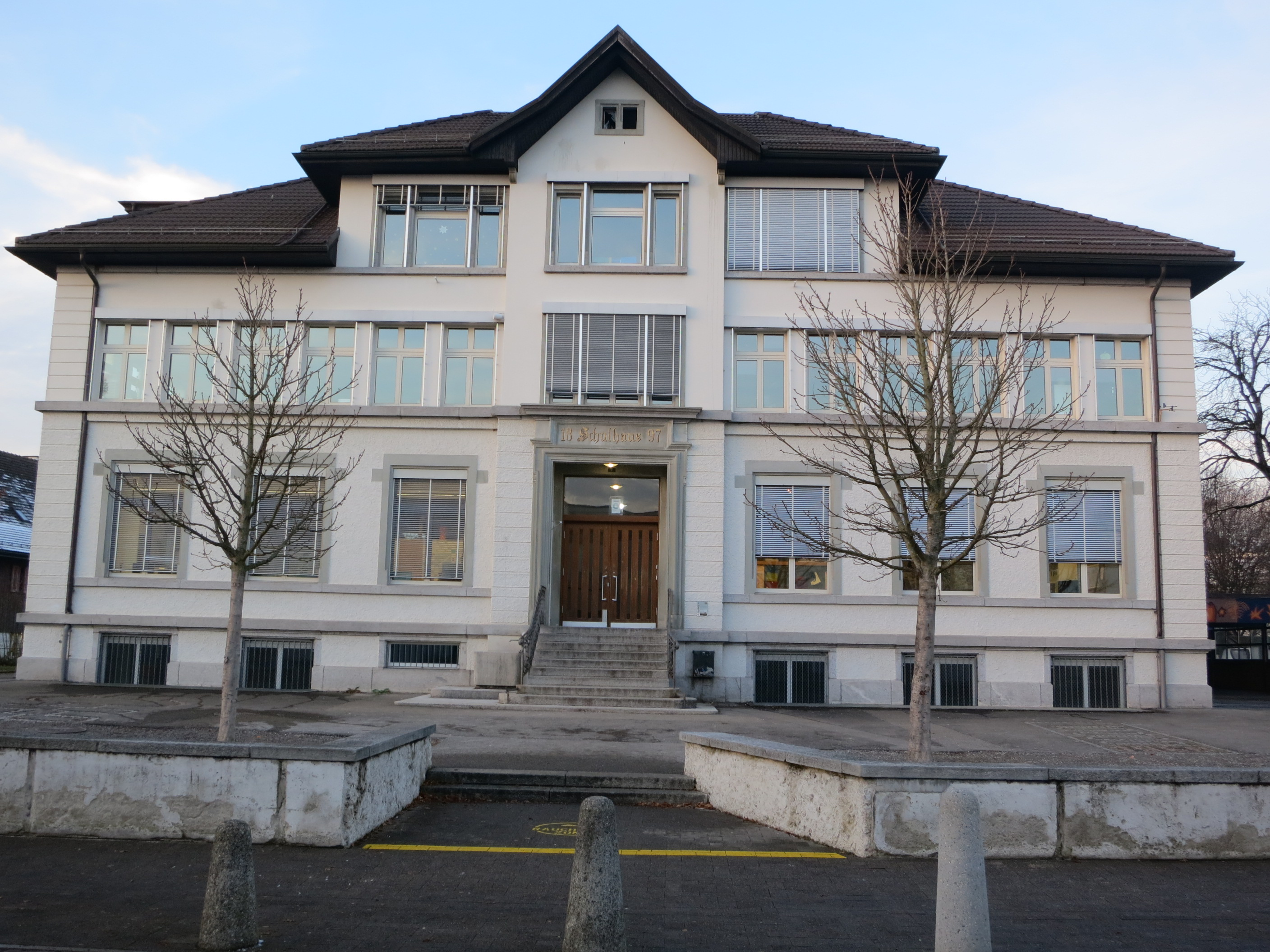
Opfikon
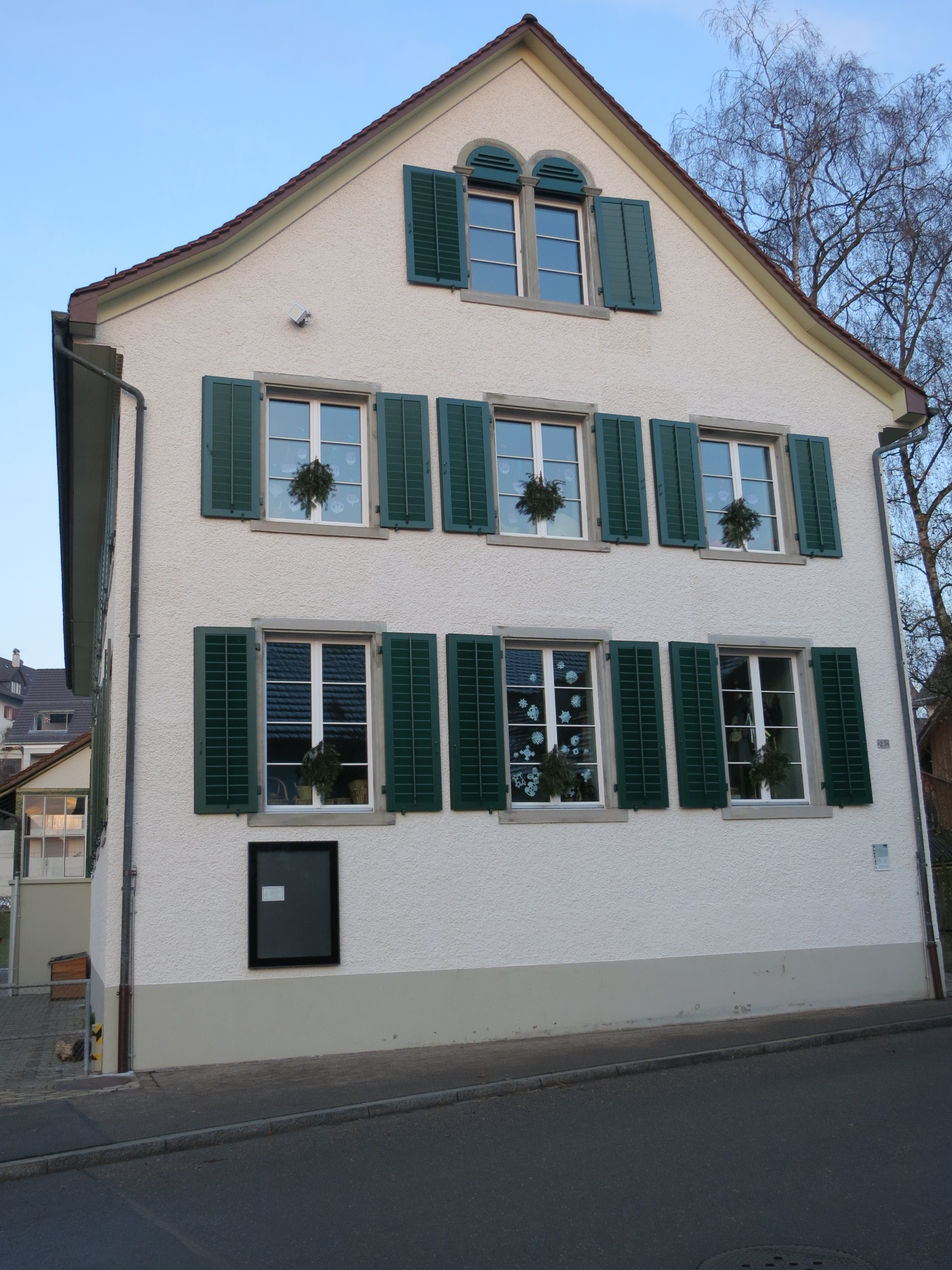
Škola
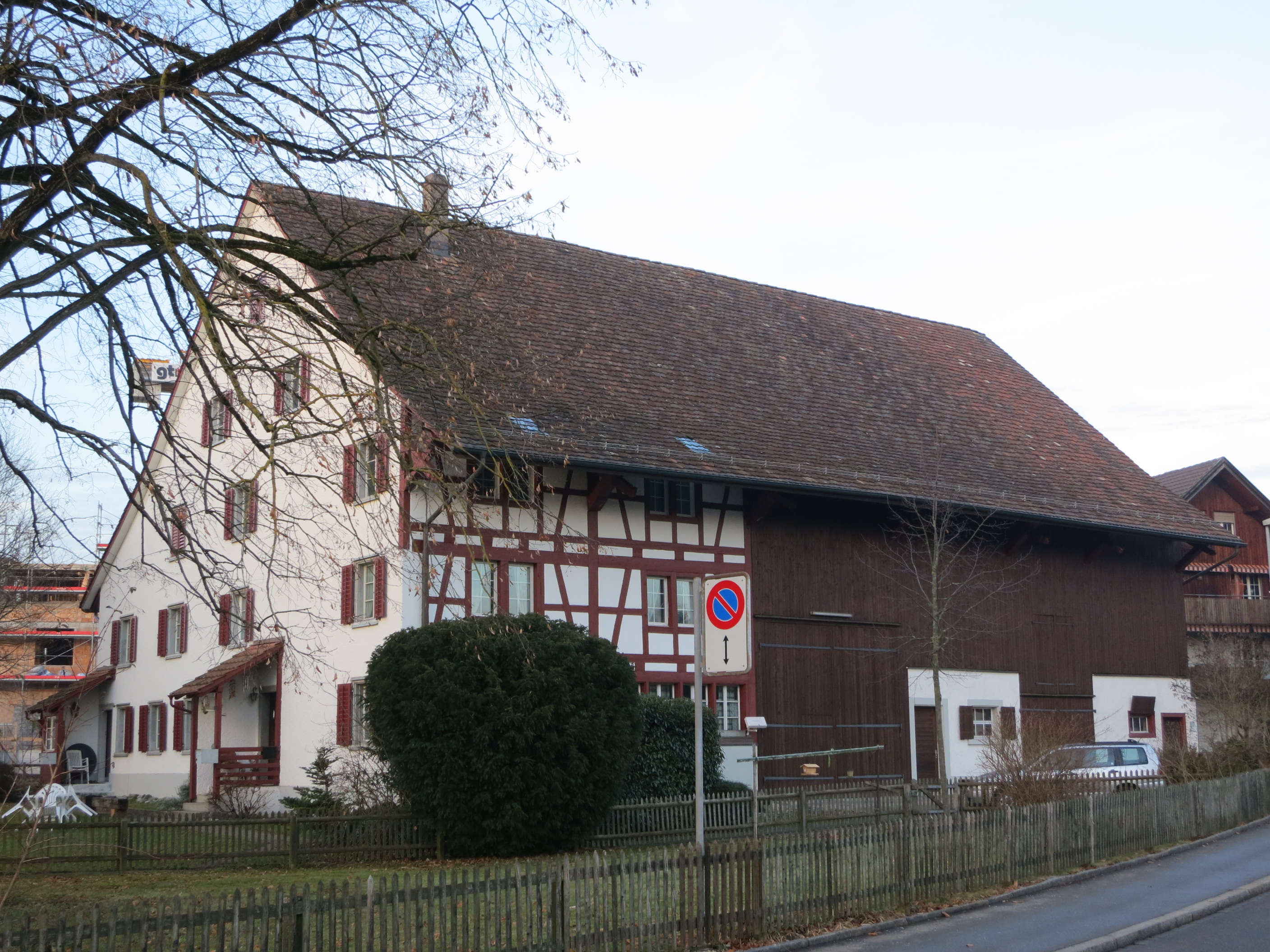
Mlýn